# Julien e Marguerite de Ravalet
Julien de Ravalet (Tourlaville, 1582 – Parigi, 2 dicembre 1603) e 
Marguerite de Ravalet (Tourlaville, 1586 – Parigi, 2 dicembre 1603) sono stati una coppia di fratelli francesi giustiziati per aver commesso incesto.

## Biografia

### La vicenda
Julien e Marguerite de Ravalet nacquero a quattro anni l'uno dall'altra in una famiglia con altri nove figli. I de Ravalet crebbero a Le Château des Ravalet (oggi noto come Château de Tourlaville) a Tourlaville. Sin da bambini Julien e Marguerite dimostrarono una complicità e una vicinanza che diede ai genitori motivo di preoccupazione. La situazione si fece ancora più preoccupante quando i fratelli raggiunsero l'adolescenza, tanto che i genitori mandarono Julien in collegio a Coutances appena compiuti i tredici anni; quando il figlio tornò tre anni più tardi, continuarono ad attivarsi per tenere lui e Marguerite separati e decisero quindi di trovare un marito alla figlia. Il 20 marzo 1600 la tredicenne Marguerite si sposò con Jean Lèfevre del Haupitois, un ricco aristocratico di nuova nobiltà di diciannove anni più maturo. Il matrimonio non fu felice e, anche se diciassette mesi dopo le nozze Marguerite partorì una bambina, Louise, Lèfevre si rivelò un marito incline alla violenza. Pur essendosi rivolta più volte ai genitori in cerca di aiuto, la madre e il padre la incoraggiarono a restare con il marito nonostante gli abusi. Intanto Julien studiava teologia a Parigi. 
All'inizio del 1602 Marguerite abbandonò marito e figlia e fuggì a Tourlaville durante una visita del fratello alla famiglia. Tornati nella casa natale, Julien e Marguerite trascorsero alcuni mesi sereni, ma, a causa della grande intimità tra i due, pettegolezzi sull'eccessivo affetto tra i due fratelli cominciarono a diffondersi in paese. Un servo raccontò anche di averli trovati nello stesso letto. Lefèvre intanto avvertì le autorità che la moglie aveva abbandonato il tetto coniugale ed accusò la donna e il cognato di avere una relazione incestuosa. I due negarono le accuse e fuggirono a Fougeres il 2 dicembre 1602. Qui, vissero insieme per alcuni mesi come marito e moglie e a pochi mesi dall'arrivo a Fougeres Marguerite rimase incinta. Alla fine dell'agosto del 1603 i fratelli fuggirono a Parigi per evitare di essere trovati da Lefèvre; arrivarono nella capitale francese il 7 settembre e presero alloggi separati per evitare sospetti. Due giorni più tardi, il 9 settembre, Lefèvre denunciò Marguerite per adulterio e incesto, due crimini punibili con la morte dalla legge francese. Nonostante le precauzioni, Julien e Marguerite furono trovati e arrestati.

### Il processo e l'esecuzione
Il 19 settembre 1603 si avviò il processo ai fratelli de Ravalet al Parlamento di Parigi. Marguerite, che era prossima al parto pur avendo lasciato il marito da oltre un anno, negò che il fratello fosse il padre del bambino, affermando di essere stata violentata da uno sconosciuto durante la permanenza a Tourlaville. La donna affermò inoltre di essersi recata a Parigi per seguire la propria vocazione religiosa. La difesa di Julien invece si basava sul desiderio di salvare la sorella da un matrimonio infelice e violento e che quindi l'accusa di incesto non fosse altro che un'accusa infondata da parte di un marito geloso che aveva interpretato male un abbraccio tra fratello e sorella. Tra il 20 e il 25 settembre Marguerite diede alla luce un bambino, battezzato con il nome di Julien II de Ravalet, che fu affidato alle cure del fratello degli imputati Philippe e che finì per essere allevato dai nonni.
Le lettere scambiate dai fratelli nei tre anni precedenti all'arresto si rivelarono decisive alla loro condanna, dato che rivelarono agli accusatori sia i sentimenti che la passione erotica tra Julien e Marguerite de Ravalet. Tra il 24 e il 27 novembre le lettere vennero lette pubblicamente in sede di processo e la relazione tratteggiata nelle epistole fu poi confermata dalle testimonianze di amici e conoscenti. Il concepimento del figlio di Marguerite era inoltre collocabile nel periodo che la giovane aveva trascorso in viaggio con il fratello. Il 1º dicembre i fratelli de Ravalet furono giudicati colpevoli di entrambi i capi di imputazione e condannati a morte.
Il padre dei condannati, Jean de Ravalet, si appellò a Enrico IV di Francia chiedendo la grazia per i figli. Il monarca si mostrò ragionevolmente incline a concederla, ma le insistenze di Lèfevre furono tali che Enrico IV decise alla fine di negare la grazia. Il contemporaneo Pierre de L'Estoile riporta che il Re avrebbe concesso volentieri il perdono se Marguerite non fosse stata sposata, ma dato che la donna aveva marito al momento in cui aveva commesso incesto avrebbe dovuto graziarla non di uno, ma di due reati capitali. Enrico tuttavia concesse a Jean de Ravalet che dopo l'esecuzione i corpi del figli venissero restituiti immediatamente alla famiglia, invece che essere esposti come di consuetudine al Gibet di Montfaucon.
Il 2 dicembre 1603 Julien e Marguerite de Ravalet furono condotti alla Place de Grève per l'esecuzione. A ognuno fu data la possibilità di confessare e Marguerite, per salvare il fratello, confessò di essere l'unica colpevole e di essere stata lei a sedurre e stregare Julien. Julien tuttavia si rifiutò di confessare e di implicare la sorella nel crimine. I fratelli de Ravalet godevano della simpatia di una parte degli spettatori, che supplicarono invano il boia di risparmiare loro la vita. Marguerite e Julien de Ravalet furono quindi decapitati rispettivamente all'età di diciassette e ventun anni.

## Nella cultura di massa
Il processo e il morboso crimine dei fratelli de Ravalet ispirò diversi scrittori contemporanei a novellizzare o drammatizzare la vicenda; tra loro François de Rosset, che scrisse il popolare Des Amours incestueuses d'un frère et d'une soeur et de leur fin malheureuse et tragique. Diversi critici ipotizzano che uno di questi resoconti, se non il fatto stesso, possa aver ispirato al tragediografo John Ford il suo capolavoro Peccato che sia una sgualdrina.
Nel 2015 la regista Valérie Donzelli ha diretto il film Marguerite & Julien - La leggenda degli amanti impossibili (Marguerite et Julien), in cui è narrata la storia dei fratelli de Ravalet.